# Castello di Marais
Il castello di Marais (château du Marais in francese) domina la zona del comune di Le Val-Saint-Germain, nella regione francese dell'Île-de-France.

## Storia e descrizione
Sorge tra canali e giardini. Venne ricostruito dall'architetto Jean-Benoît-Vincent Barré a partire dal 1770 sul luogo dell'antica fortezza di Hurault, per conto di Jean Le Maître de La Martinière, tesoriere generale dell'Artiglieria e del Genio. Il castello fu terminato nove anni dopo. Rappresenta uno dei più begli esempi dell'architettura in stile Luigi XVI. 
Il parco, che era stato trasformato all'inglese all'inizio del XIX secolo, è stato ricreato da Achille Duchêne tra il 1903 e il 1906 per Boniface de Castellane. La grande superficie acquatica, allargamento d'un antico canale, è alimentata dalla Rémarde (affluente dell'Orge). A est, Duchêne ha disegnato dei parterre alla francese su una piattaforma circondata da fossati d'acqua.
Dalla sua erezione ad oggi la proprietà è passata attraverso numerose famiglie nobili quali i Noailles, i De Castellane, i Talleyrand-Périgord e i Pourtalès.